# Bergljot
Bergljot ist ein weiblicher Vorname.

## Herkunft und Bedeutung
Der Name wird vor allem im Norwegischen verwendet und stammt vom altnordischen Namen Bergljót. Dieser ist gebildet aus den Elementen berg (Schutz, Hilfe) und ljótr (Licht).

## Bekannte Namensträgerinnen
- Bergljot Hobæk Haff (1925–2016), norwegische Schriftstellerin